# Claude Allègre
Pour les articles homonymes, voir Allègre (homonymie).
Claude Allègre, de son nom complet Claude Jean Ernest Allègre, né le 31 mars 1937 à Paris et mort le 4 janvier 2025 dans la même ville, est un géochimiste et homme politique français.
Ses travaux scientifiques portent sur la datation isotopique avec la mise au point de plusieurs méthodes et instruments permettant d'estimer l'âge des roches ou de caractériser les magmas. Ses découvertes permettent de mieux comprendre la tectonique des plaques mais s'appliquent aussi en cosmochimie. Sa carrière de chercheur est notamment récompensée par le prestigieux prix Crafoord en 1986 et par la médaille d'or du CNRS en 1994. Il est membre de l'Académie des sciences. Il publie par ailleurs de nombreux ouvrages de vulgarisation scientifique dont certains rencontrent un certain succès.
Il adopte des positions publiques sur les thèmes de l'université française et de la recherche, notamment lorsqu'il est ministre de l'Éducation nationale, de la Recherche et de la Technologie dans le gouvernement Lionel Jospin de 1997 à 2000. Auparavant membre du Parti socialiste depuis trente ans, il se rallie à Nicolas Sarkozy, alors président de la République, en 2008.
Figure de proue du déni du changement climatique en France dans les années 2000, il diffuse de fausses informations sur le sujet, mettant en doute l'origine anthropique et l'importance du réchauffement planétaire. Ses positions, contraires au consensus scientifique sur ce sujet, sont largement médiatisées.

## Biographie

### Jeunesse
La famille Allègre est originaire du village de Prades-le-Lez dans l'Hérault. Claude Allègre, aîné de quatre enfants, est le fils d'une institutrice puis directrice d'école, Lucette Hugonencq (1913-2009), et d'un professeur de sciences naturelles, Roger Allègre.
Lors de ses études, il partage sa chambre dans la résidence universitaire Jean-Zay d'Antony avec Lionel Jospin, dont il restera l'ami fidèle, tout en exprimant sa sympathie pour Nicolas Sarkozy quelques décennies plus tard.

### Carrière scientifique

#### Débuts
Après l'obtention de la licence en 1960, Claude Allègre prépare le diplôme d'études supérieures sous la direction de Louis Barrabé, professeur titulaire de la chaire de géologie structurale et géologie appliquée de la faculté des sciences de Paris, qui meurt subitement en février 1961. Nommé assistant de chimie à la faculté des sciences de Reims (puis de Paris), c'est sous la direction du successeur de Louis Barrabé, Pierre Routhier, qu'il prépare, au sein du laboratoire de géologie appliquée de la faculté des sciences de Paris, sa thèse pour le doctorat ès sciences physiques qu'il soutient en 1967.
Il fonde alors, dans les locaux d’une usine de Saint-Maur-des-Fossés, un groupe d’études de géologie isotopique, baptisé « groupe Louis Barrabé », qui est, un an plus tard, rattaché à l'institut de physique du globe de Paris (IPGP) sous le nom de Laboratoire de géochimie et cosmochimie, avant d'emménager dans le nouveau campus de Jussieu. Il est nommé professeur titulaire à l'université Paris VII en 1970 et devient directeur de l'IPGP en 1976, poste qu'il occupera jusqu'en 1986.

#### Polémique de la Soufrière
En 1976, lors du réveil du volcan de la Soufrière en Guadeloupe, il préconise le maintien de l'évacuation d'urgence de la population décidée par le préfet par crainte d'une éruption avec nuées ardentes. Cette affaire provoque une controverse avec le volcanologue Haroun Tazieff, qui avait diagnostiqué une éruption phréatique.
Une violente polémique oppose alors Haroun Tazieff à Michel Feuillard, directeur de l'observatoire volcanologique de la Guadeloupe, et à Claude Allègre (supérieur hiérarchique de ce dernier à l'IPGP), sans expérience volcanologique propre. Feuillard et Allègre se fondent sur des analyses de diffraction de rayons X, et montrent la présence de verre au sein des éjectas recueillis après les explosions sommitales. Ce verre est alors interprété comme un indice alarmant de la présence de magma juvénile. Ils conseillent l'évacuation des 70 000 habitants proches, tandis que Tazieff, de retour d'un déplacement en Équateur, et se fondant sur son expérience de terrain après une visite sur le site, affirme qu'il ne s'agit que d'une simple éruption phréatique, par rupture d'aquifères surchauffées ; selon lui, aucun magma « frais » n'est monté au sein du volcan, et il pense que cette fois, la crise va se calmer, sans aucun risque de nuées ardentes. Des mots peu aimables sont échangés, mais dans le doute, et sur les conseils du professeur Brousse, les pouvoirs publics préfèrent évacuer les habitants.
Finalement, quelques années plus tard, des analyses plus poussées montreront la présence effectivement de verre, mais non magmatique, produit par l'altération hydrothermale sous pression des roches magmatiques en place, ce qui était en 1976 une phase encore inconnue ; l'interprétation en tant qu'indice d'une présence de magma juvénile à faible profondeur était donc erronée.
De fait, la Soufrière de Guadeloupe « n'explose pas », « confirmant » l'expertise de Tazieff. Les dégâts sur l'île provoqués par cette affaire sont les importantes conséquences économiques de l'évacuation, à savoir la paupérisation totale du secteur autour de Basse-Terre, avec le déplacement de la préfecture sur Pointe-à-Pitre,. À la suite de cette polémique, Haroun Tazieff est tout de même suspendu de son poste de responsable du service volcanologique de l'institut de physique du globe de Paris, sur proposition de Claude Allègre, décision condamnée par le tribunal administratif en 1981,.

#### Travaux de recherche

##### Chronomètres isotopiques
Les travaux de l'équipe de chercheurs dirigée par Claude Allègre portent essentiellement sur des questions de géochimie à partir de l'étude des éléments trace et des isotopes. Les travaux pionniers de l'équipe d'Allègre, parallèlement à ceux de l'équipe américaine de G. J. Wasserburg, permettent de développer un certain nombre de techniques de datation isotopique, et notamment les méthodes de datation par le système samarium-néodyme et le système plomb-uranium. En compagnie de Jean Louis Birck ils mettent également au point la méthode rubidium-strontium. Ces contributions facilitent la compréhension de la constitution de la croûte et du manteau terrestres et l'interaction entre ces deux couches de la Terre. C'est un apport majeur dans la compréhension des mouvements de convection mantellique, moteurs de la tectonique des plaques,.
Allègre et son équipe conçoivent également des modèles sophistiqués d'un certain nombre de processus géologiques comme le volcanisme, l'évolution de l'atmosphère terrestre et la formation des nébuleuses protoplanétaires. 

##### Anomalie DUPAL
Les travaux de Bernard Dupré et Claude Allègre au début des années 1980 leur permettent de mettre en évidence une anomalie géochimique dans des basaltes océaniques de l'Atlantique Sud. L'anomalie porte sur le rapport des isotopes du strontium 87Sr/86Sr et indique une contamination par la lithosphère subductée du magma remontant depuis l'asthénosphère. Cette anomalie est ensuite identifiée également dans des roches magmatiques continentales en Amérique du Sud, Afrique australe et Asie par différentes équipes de chercheurs dans le monde. L'anomalie est dorénavant nommée DUPAL, d'après les initiales des deux chercheurs français.

#### Reconnaissance scientifique et institutionnelle
Ses recherches sur la datation isotopique lui permettent d'obtenir en 1986, en compagnie de Wasserburg, le prix Crafoord, plus prestigieuse récompense pour la géologie.
En 1984-1985, il est délégué national à la recherche.[source insuffisante]
Il reçoit la médaille Wollaston en 1987 et la médaille d'or du CNRS, plus haute distinction scientifique française, en 1994.
Il est membre de l'Académie nationale des sciences américaine (depuis 1985), de l'Académie des sciences française (depuis 1995) et de l'Institut universitaire de France, qu'il a créé pendant son mandat de ministre.

### Présidence du Bureau de recherches géologiques et minières
Succédant à son homonyme (sans lien de parenté) Maurice Allègre, Claude Allègre est élu président du conseil d'administration du Bureau de recherches géologiques et minières (BRGM) en 1992. Sa piètre gestion de l'affaire de la mine d'or de Yanacocha en 1994 (les plus grandes réserves d'or d'Amérique du Sud, dont le BRGM possédait 24,7 % d'actifs) et ses dépenses lui auraient coûté cette fonction en 1997.

### Parcours politique
Claude Allègre adhère au Parti socialiste en 1973. Il anime le « groupe des experts » du PS dans les années 1980 et il est membre du comité directeur du parti en 1987 et du bureau exécutif en 1990.
Conseiller spécial auprès de Lionel Jospin au ministère de l'Éducation nationale de 1988 à 1992, il est notamment l'initiateur du plan « Université 2000 ». Il propose une réforme profonde du système des classes préparatoires.
Élu député européen lors des élections européennes de 1989, il n'exerce ce mandat que quelques semaines et démissionne dès le mois de novembre 1989.
Lors des élections régionales de 1992, il est tête de liste socialiste en Languedoc-Roussillon, espérant devenir président de ce conseil régional. Il est élu conseiller régional mais sa liste est battue par celle de Jacques Blanc, qui devient le président.

#### Ministre de l'Éducation nationale, de la Recherche et de la Technologie

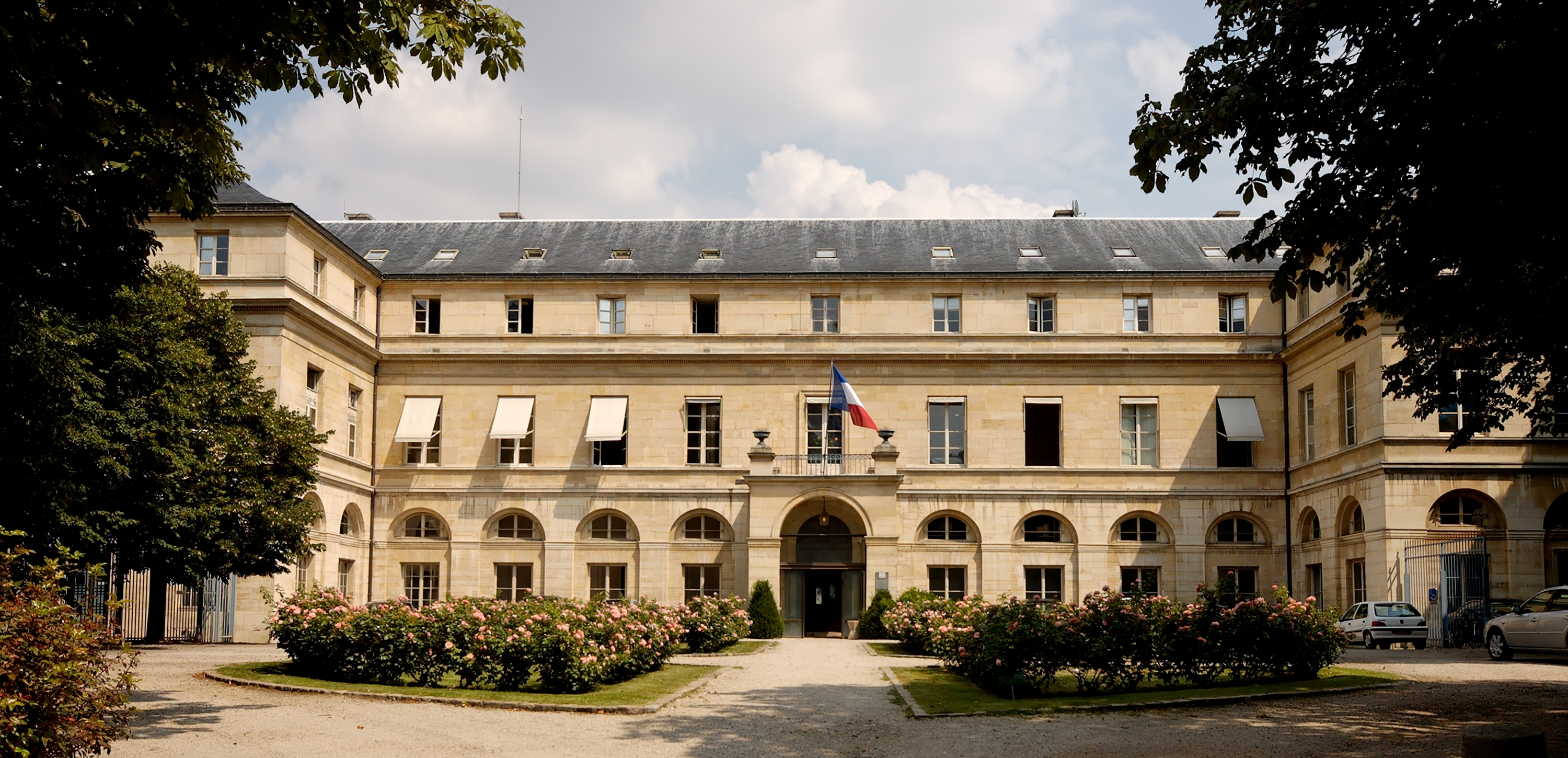
Le ministère de l'Enseignement supérieur et de la Recherche.

Claude Allègre est nommé, le 2 juin 1997, ministre de l'Éducation nationale, de la Recherche et de la Technologie dans le gouvernement Lionel Jospin.
Il entend réformer l'enseignement supérieur. Le 25 mai 1998, les quatre ministres chargés de l'enseignement supérieur d'Allemagne, de France, de Grande-Bretagne et d'Italie se retrouvent lors d'un colloque à la Sorbonne, à l'occasion de la célébration du 800e anniversaire de l'université de Paris, pour initier un appel à la construction d'un espace européen de l'enseignement supérieur. Lancé à l'initiative du ministre français de l'Éducation nationale, le processus a pour objectif de favoriser les échanges universitaires (étudiants, enseignants et chercheurs) et de faire converger les systèmes universitaires vers des niveaux de référence communs. L'initiative est progressivement reprise et développée par la plupart des gouvernements et des universités européens.
Toutefois, sa gestion et ses annonces à la télévision et à la radio suscitent une opposition croissante des syndicats enseignants (comme le SNES dont Monique Vuaillat est la secrétaire générale). C'est dans ce contexte que le 24 juin 1997, il prononce la phrase devenue célèbre « Il faut dégraisser le mammouth », qui devient l'emblème du conflit avec les enseignants. Selon L'Humanité, les chiffres qu'il annonce en septembre 1997 sur le taux d'absentéisme des enseignants (12 %) sont nettement supérieurs à la réalité (entre 5 et 8 %). En plus de leurs revendications, les syndicats dénoncent de manière récurrente les paroles prononcées et le choix des termes. Il déclare par exemple : « les enseignants ont quatre mois de vacances et, en plus, ils prennent leurs congés formation sur la scolarité ». De plus, un certain nombre de ses décisions passent pour autoritaires. Cela ne l'empêche pas de réformer la gestion du personnel enseignant et de réduire la rémunération des heures supplémentaires des professeurs. 
En 1999, il commence la mise en place de la réforme LMD, en conformité avec le processus de Bologne décidé par l'Union européenne. La même année, la loi sur l'innovation et la recherche, dite « loi Allègre », permet dorénavant aux universitaires et aux chercheurs de créer une entreprise de type startup et de déposer des brevets.
À l'encontre de l'idée que l'école doit préparer à tout et offrir une culture générale commune à tous, il défend la nécessité d'un rapprochement entre l'école et les entreprises en « décloisonnant les systèmes ». À cet effet, il rencontre des chefs d'entreprise. Ces réformes suscitent, dès octobre 1998, des protestations et des manifestations lycéennes qui dureront quelques mois.
Il se retrouve par ailleurs isolé ,avec Pierre-Gilles de Gennes, en opposition à la majorité des physiciens français, lorsqu'il renonce à mettre en œuvre en France un projet de synchrotron de nouvelle génération,. Il préfère une participation au Diamond Light Source (le synchrotron britannique) pour des raisons budgétaires. Roger-Gérard Schwartzenberg, son successeur au ministère de la Recherche, reviendra sur ce choix et lancera la construction du synchrotron Soleil.
Le conflit avec les enseignants conduit à des manifestations en mars 2000 qui contraignent finalement Lionel Jospin à demander à Claude Allègre le 25 mars 2000 de remettre sa démission. Ce départ forcé intervient une semaine après la perte par le Parti socialiste de la deuxième circonscription de la Sarthe à l'issue d'une élection législative partielle provoquée par la démission du député socialiste Raymond Douyère, deuxième circonscription pourtant réputée imperdable par le Parti socialiste à l'époque. Jack Lang lui succède au ministère.

#### Polémiques
En plus de sa phrase « il faut dégraisser le mammouth » devenue l'emblème du conflit avec les enseignants en 1997, Claude Allègre provoque par ses propos un certain nombre de discussions lors de son passage au ministère de l'Éducation nationale. Des déclarations de 1999 lorsqu'il était ministre de l'Éducation (« Les maths sont en train de se dévaluer de manière quasi inéluctable. Désormais, il y a des machines pour faire les calculs ») ainsi que des propos similaires publiés en 1995 dans son livre La Défaite de Platon entraînent un vif émoi chez de nombreux enseignants et chercheurs français. Il en va de même de sa phrase prononcée à La Rochelle le 30 août 1997 : « les Français doivent cesser de considérer l'anglais comme une langue étrangère ».
L'hebdomadaire satirique Le Canard enchaîné crée une polémique à propos de la déclaration suivante d'Allègre, le 21 février 1999, dans l'émission Public de TF1 :

« Vous prenez un élève, vous lui demandez une chose simple en physique : vous prenez une boule de pétanque et une balle de tennis, vous les lâchez, laquelle arrive la première ? L'élève, il va vous dire la boule de pétanque. Eh bien non, elles arrivent ensemble, et c'est un problème fondamental, on a mis 2 000 ans pour le comprendre. Ça, c'est des bases, tout le monde doit savoir ça. »

Suivent une série d'articles du Canard enchaîné reprochant à Claude Allègre de confondre « chute dans le vide » et « chute dans l'air », avec des réponses de Claude Allègre, qui s'obstine, jusqu'à ce que l'hebdomadaire sollicite l'avis de Georges Charpak (prix Nobel de physique). Charpak donnant tort à Allègre, la polémique s'éteint. Ceci lui valut une moquerie appuyée de la part du Canard enchaîné dans son édition du 3 mars 1999 où les journalistes firent des expériences (virtuelles ?) avec des bouteilles d'eau minérale.

### Après 2000
En 2002, il entre au conseil d'administration du groupe de sondages Ipsos.[réf. nécessaire]

#### Opposition à Ségolène Royal
Au sein du PS, après le retrait de Lionel Jospin, en 2002, il milite pour le retour de ce dernier à des responsabilités nationales. Au printemps 2006, il espère le voir se porter candidat et tente de s'opposer à la montée en puissance de Ségolène Royal pour la candidature à l'élection présidentielle de 2007. Il soutient d'abord Dominique Strauss-Kahn pour l'élection primaire socialiste de novembre 2006, puis Jean-Pierre Chevènement quand Ségolène Royal est investie. Chevènement finit par se désister en faveur de cette dernière.
En septembre 2007, il publie un livre d'entretiens avec Dominique de Montvalon. La Défaite en chantant revient sur l'échec de la gauche aux élections présidentielle et législatives du printemps. Il s'en prend à Ségolène Royal, dont il juge les capacités insuffisantes pour la présidence de la République, à François Hollande (« Il a foutu un bordel noir ») et à Lionel Jospin qu'il épargnait jusque-là,.

#### Ralliement à Nicolas Sarkozy
Bien que militant depuis 1973 au PS, il décide de ne pas reprendre sa carte en janvier 2008. Nicolas Sarkozy, chez qui il avait été aperçu entre les deux tours de l'élection présidentielle, déclare en février 2008 qu'il aimerait bien travailler avec lui. Le 28 août 2008, Sarkozy, président en exercice du Conseil européen, lui confie le soin d'organiser les Assises européennes de l'innovation.
Le 26 mai 2009, Allègre annonce à l'AFP qu'il votera « sans états d'âme » et « sans hésitation » pour la liste UMP aux élections européennes du 7 juin.
Le 18 février 2012, il annonce qu'il votera pour Nicolas Sarkozy à l'élection présidentielle de 2012.

#### Éducation
En 2011, Claude Allègre se préoccupe encore des questions d'éducation et propose ses remèdes pour « sortir l'école de la spirale de l'échec » : la décentralisation de l'administration des établissements scolaires et des enseignants, le rétablissement d'un examen d'entrée en sixième pour la lecture et le calcul, la professionnalisation de la formation des professeurs, la revalorisation de leur éthique, de leur évaluation et de leurs salaires.

### Retraite et mort

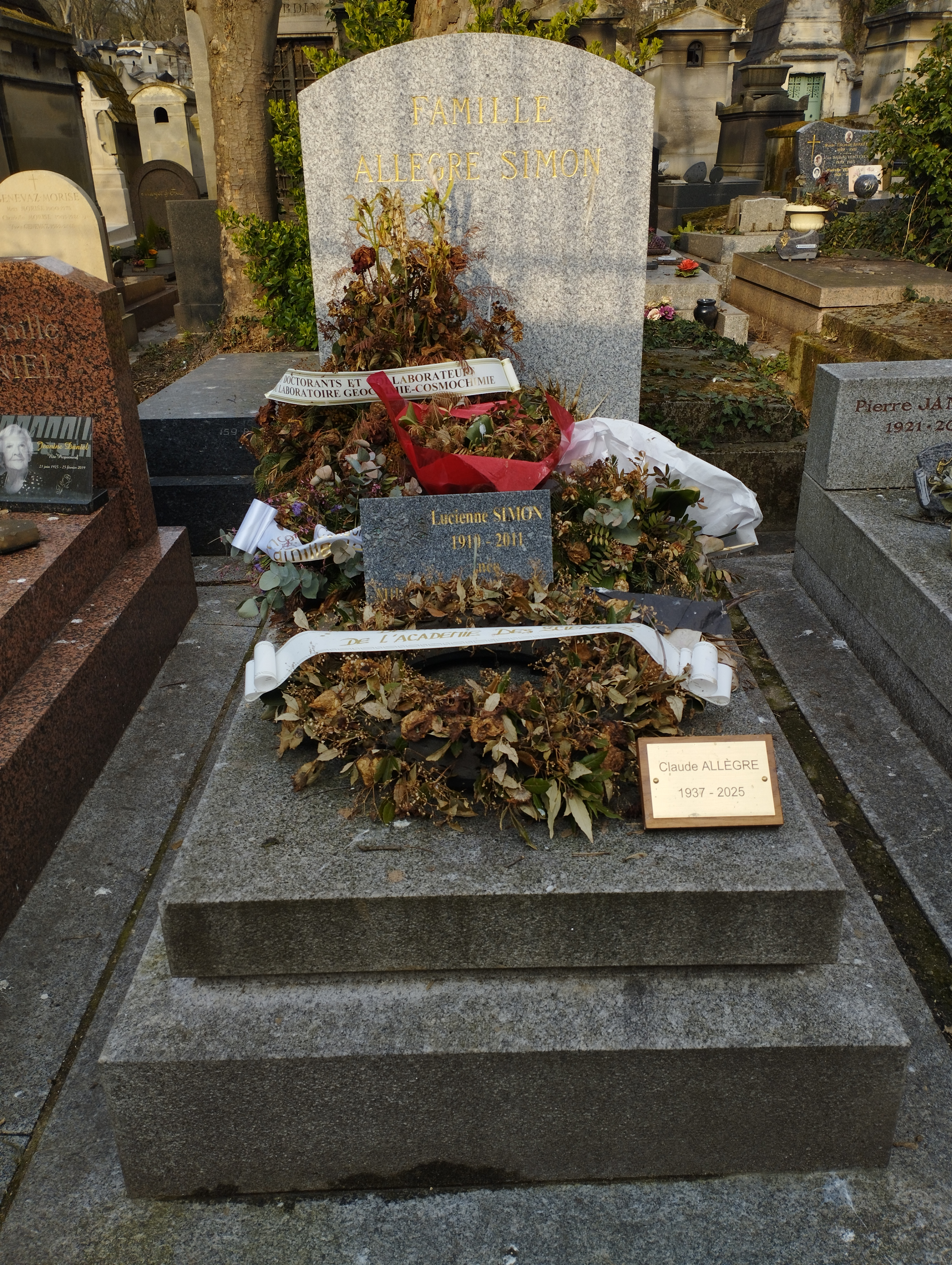
Tombe de Claude Allègre au cimetière du Père-Lachaise (division 73).

Le 17 janvier 2013, Claude Allègre est victime d'une crise cardiaque lors d'une conférence scientifique à Santiago du Chili, ce qui l'oblige ensuite à réduire ses activités.
Son état de santé se dégrade en septembre 2024 et il meurt le 4 janvier 2025 dans le 12e arrondissement de Paris à l'âge de 87 ans,. Ses obsèques se déroulent le 16 janvier à la salle de la Coupole du cimetière du Père-Lachaise, où il est ensuite inhumé dans le caveau familial (division 73).

## Prises de position
Tout au long de son parcours, Claude Allègre s'est fait connaître pour ses opinions tranchées, en particulier au travers de ses controverses avec le volcanologue Haroun Tazieff, de son opposition au désamiantage du campus de Jussieu,, de sa volte-face climatosceptique (voir infra),,.

Selon le journal d'information en ligne Mediapart, depuis la fin des années 1980, Claude Allègre a petit à petit délaissé la recherche pour s'investir dans la politique. Certains chercheurs lui ont reproché ses prises de position hors de son domaine de compétence,, tandis que d'autres chercheurs soulignent que : 

« [Claude Allègre est] sorti du monde de la recherche depuis les années 1990 », que son « scepticisme » n'est fondé « sur aucun travail scientifique propre » et que « ses livres grand public lui évitent de se confronter à un examen par ses pairs. »

Édouard Brézin, ancien président de l'Académie des sciences, juge par exemple que 

« [Claude Allègre se sert] de son prestige pour asseoir son autorité sur des assertions non justifiées dans des domaines qui lui sont étrangers », jugeant que [ses] « déclarations sur les mathématiques ou la relativité générale ont eu pour simple effet de ridiculiser leur auteur aux yeux de la communauté scientifique. »

 Il s'est en effet souvent fait remarquer par des prises de position polémiques dans des domaines autres que la géochimie, comme les mathématiques et, dès les années 1970, la volcanologie.

### Désinformation sur le changement climatique
Claude Allègre, épaulé par Vincent Courtillot, est rétrospectivement considéré comme la principale figure climato-dénialiste française dans les années 2000 en raison de sa diffusion d'informations fausses sur le changement climatique et de la médiatisation dont il a bénéficié,,,,.

#### Discours
En 1987, avant la mise en place du GIEC, Claude Allègre affirme dans un ouvrage d'entretiens (Allègre et Noël 1987) que l'homme perturbe le climat. Il ajoute que l'impact du CO2 entraîne une élévation de la température du globe alors que les paramètres astronomiques (influençant le climat) devraient conduire à un lent refroidissement.
Cependant, alors que la campagne mondiale prend de l'ampleur, il change d'avis. En 1995, l'année du deuxième rapport du GIEC, qui mène au traité de Kyoto, il écrit une chronique intitulée « Fausse alerte » pour l'hebdomadaire Le Point. Selon lui, il s'agit d'un danger imaginaire (« on continue à affirmer l’existence de l’effet de serre et ses dangers imminents ») inventé par des lobbies.
Onze ans plus tard, le même genre de déclaration fait cette fois polémique. Dans la chronique hebdomadaire qu'il tient dans le magazine L'Express, il met en doute l'origine humaine du réchauffement climatique. Ses propos sont inexacts et son argumentaire empreint de multiples erreurs grossières,.
Cette opinion lui vaudra, tout comme à Vincent Courtillot, alors directeur de l'Institut de physique du globe de Paris (IPGP), des accusations de conflit d'intérêts en raison des financements reçus de la part de Total par l'IPGP, affirmations démenties par les principaux intéressés.

Claude Allègre critique l’inscription du principe de précaution sous sa forme actuelle dans la Constitution, car son flou est selon lui une entrave à la recherche ; dans Ma Vérité sur la planète, il écrit : 

« Le principe de précaution, c’est l’arme contre le progrès,. »

Il prend position contre l'instauration d'une taxe carbone, y voyant « une initiative catastrophique » pour la France : « Elle serait inutile climatiquement, injuste socialement, nuisible économiquement,. »
Il s'oppose régulièrement, de manière vive et polémique, à Nicolas Hulot, le qualifie d'« imbécile » et de « nul complet ».

#### Contradiction avec la science
La position qu'il défend dans les controverses sur le réchauffement climatique est en rupture avec l'état de la science, conduisant à de vives réactions, notamment chez des scientifiques réputés. Le consensus scientifique des experts du Groupe d'experts intergouvernemental sur l'évolution du climat (GIEC) considère que le réchauffement climatique est causé par les activités humaines.

Le biologiste Pierre-Henri Gouyon parle de « négationnisme écologique ». Pierre Joliot-Curie, biologiste, affirme pour sa part : 

« la défense de thèses apparemment révolutionnaires est une manière trop facile de conforter sa popularité. L'attitude de Claude Allègre vis-à-vis du changement climatique me paraît de ce point de vue inadmissible. »

Jean Jouzel considère à propos de la lutte contre le réchauffement climatique qu’« en France, les années 1990 sont une décennie perdue, les socialistes ont été au-dessous de tout, en grande partie sous l’influence d’Allègre ».
D'autres scientifiques éloignés du sujet soutiennent, parfois partiellement, Claude Allègre. Ainsi, lors d'une séance de l'Académie des sciences en mars 2007, ses arguments ont été défendus par ses collègues géophysiciens de l'IPGP Jean-Louis Le Mouël et Vincent Courtillot. Ces derniers ont été vivement critiqués par les deux académiciens des sciences spécialistes du climat, Hervé Le Treut et Édouard Bard (professeur au Collège de France),.
L'Académie des sciences, dont Allègre est membre, a examiné la thèse qu'il défendait, selon laquelle le réchauffement climatique ne trouverait pas sa cause principale dans les émissions de CO2 liées aux activités humaines, et a réfuté cette thèse dans un rapport publié le 28 octobre 2010,.

#### L'Imposture climatique ou la fausse écologie
Dans L'Imposture climatique ou la fausse écologie (2010), ouvrage d'entretiens avec le journaliste Dominique de Montvalon, Claude Allègre formule de graves accusations contre les climatologues, et tout particulièrement le Groupe d'experts intergouvernemental sur l'évolution du climat (GIEC). Il intitule erronément cette institution « Groupement international pour l'étude du climat » et évoque à son sujet un « système mafieux » ayant conspiré pour faire passer aux yeux de l'ensemble du monde un « mythe » pour un fait scientifique :

« C’est une imposture de prétendre qu’on peut prévoir le climat du globe dans un siècle et que cette augmentation serait apocalyptique pour le monde. [c’est une imposture] d’affirmer, au nom de la science, qu’il y aurait un lien dominant entre les dégagements d’origine anthropique du CO2 et le climat. [C’est] une imposture de la part des partis politiques verts de s’emparer de cette affirmation pour tenter de désorganiser notre société. »

Le livre trouve un large écho dans les médias mais des articles de presse sont critiques, comme celui du journaliste du quotidien Le Monde Stéphane Foucart qui y relève « de nombreuses approximations et erreurs factuelles à même de tromper le public ». Jean-Louis Fellous, ancien responsable des programmes d'observation de la Terre du CNES et ancien directeur des recherches océaniques de l'Ifremer, considère que le livre contient des « mensonges ». Le paléoclimatologue Håkan Grudd accuse également Claude Allègre d'avoir falsifié dans son ouvrage l'une de ses courbes de reconstitution de la température : il a utilisé une courbe très locale en la légendant sans précision de lieu, laissant croire qu'il s'agissait d'une courbe globale.
Le 7 avril 2010, 600 chercheurs en sciences du climat publient un courrier de protestation contre, entre autres, l'ouvrage de Claude Allègre, dans lequel ils relèvent de très nombreuses erreurs factuelles et des dénigrements. Le journaliste scientifique Sylvestre Huet écrit :
« Le mythe médiatique d’une opposition entre quelques climatologues trop investis dans le Giec –Jean Jouzel ou Hervé Le Treut– et Claude Allègre s’écroule devant la marée des signataires. »
Vincent Courtillot, géologue, proche de Claude Allègre et successeur de ce dernier à la direction de l'IPGP, estime que L'Imposture climatique est « exacte » et, le 20 octobre 2010, le philosophe et ancien ministre Luc Ferry apporte également son soutien à Claude Allègre. Le grand prix de la Société de géographie est attribué à Claude Allègre en 2010 pour L’Imposture climatique. Celui-ci reconnaît que son livre contient des « inexactitudes » et des « exagérations » qu'il justifie par un « choix éditorial » et la volonté d'écrire « un livre politique avant tout ».
Dans L'Avenir du climat : enquête sur les climato-sceptiques, le journaliste Stéphane Foucart écrit :

« Jamais il ne m'a été donné de lire un ouvrage aussi ontologiquement trompeur. La quantité de torsions de la réalité, de mensonges directs ou par omission, de calomnies et de méchancetés imprimées par centimètre carré y est étourdissante. Le livre de Claude Allègre est si globalement et si énormément faux que l'on ne sait pas par quel bout le saisir pour le réfuter. Les trois cents pages de l'ouvrage parviennent à forger un édifice intellectuel d'une nature inédite, dans lequel les espaces libres d'erreurs factuelles sont le plus souvent comblés par le dénigrement et la caricature, l'amalgame et le conspirationnisme. Non seulement la trame du livre de Claude Allègre est fondée sur une série d'erreurs ou de contrevérités, mais le raisonnement qu'il entend exposer au terme de tant de torsions des faits est lui-même profondément défectueux : tout et son contraire est écrit à quelques pages de distance, sans le moindre respect de la plus élémentaire logique. »

### Désamiantage du Campus de Jussieu
Chroniqueur au magazine Le Point, il dénonce, le 19 octobre 1996, la décision de désamiantage du campus de Jussieu et qualifie l’affaire de « phénomène de psychose collective ». Cette décision avait été prise à la suite d'une étude menée par quatre bureaux d'études européens dont le rapport avait été remis en 1995. Celui-ci préconisait l'enlèvement, sans cependant écarter complètement les opérations d'encapsulage : celles-ci ont pour avantage un coût immédiat moindre, mais pour inconvénients une pérennité non garantie et des risques pour le personnel des entreprises amenées à intervenir dans les bâtiments.
En 2004, dans le livre Quand on sait tout, on ne prévoit rien, il estime encore que le désamiantage, au coût très élevé, n'était pas justifié et que des opérations d'encapsulage de l'amiante auraient suffi. En 2007, il déclare aussi : « on compte plus de morts par Vélib' qu'en trente ans à Jussieu. »
Jusqu'en novembre 2007, la présence d'amiante aurait causé la mort de 22 personnes et porté gravement atteinte à la santé de 130 autres.

## Prix et distinctions

### Médailles scientifiques
- 1986 : prix Goldschmidt, de la Geochemical Society
- 1986 : prix Crafoord en géologie[12]
- 1987 : médaille Wollaston de la Société géologique de Londres[105]
- 1994 : médaille d'or du CNRS[9]
- 1995 : médaille William-Bowie de l'Union américaine de géophysique[106]
- 1998 : docteur honoris causa de l'université libre de Bruxelles[107]
- 2010 : grand prix de la Société de géographie
- 2012 : prix « Atoms for Peace »[108]

### Décorations
- Commandeur de la Légion d'honneur[109]
- Grand officier de l'ordre national du Mérite
- Commandeur de l'ordre des Palmes académiques (2000)[110]
- Commandeur de l'ordre national de la Croix du Sud (Brésil)

## Publications

### Ouvrages
- L'Écume de la Terre, Paris, Fayard, 1983
- De la pierre à l'étoile, Paris, Fayard, 1985
- Les Fureurs de la Terre, Paris, Odile Jacob, 1987
- Économiser la planète, Paris, Fayard, 1990
- Introduction à une histoire naturelle, Paris, Fayard, 1992
- Écologie des villes, écologie des champs, Paris, Fayard, 1993
- L'Âge des savoirs, Paris, Gallimard, 1993
- La Défaite de Platon, Paris, Fayard, coll. « La science du XXe siècle », 1995
- Questions de France, Paris, Fayard, 1996
- Dieu face à la science, Paris, Fayard, 1997
- Vive l'École libre !, Paris, Fayard, 2000
- Histoires de Terre, Fayard, 2001
- Changer de politique, changer la politique, éditions de l'Aube, 2002
- Galilée, Paris, Plon, 2002
- Un peu de science pour tout le monde, Paris, Fayard, 2003
- Chroniques d'espoir, Paris, Fayard, 2004
- Quand on sait tout, on ne prévoit rien, Paris, Fayard, 2004
- Géologie isotopique, Paris, Belin, 2005
- Dictionnaire amoureux de la science, Paris, Plon, 2005
- Un peu plus de science pour tout le monde, Paris, Fayard, 2006
- Ma vérité sur la planète, Paris, Plon, 2007
- La Science et la vie, journal d'un anti-panurge, Paris, Fayard, 2008  (ISBN 2-213-63373-8)
- La science est le défi du XXIe siècle, Paris, Plon, 2009
- L'Imposture climatique, Paris, Plon, 2010  (ISBN 978-2-259-20985-4)
- Peut-on encore sauver l'Europe ?, Paris, Plon, 2011  (ISBN 978-2-259-21490-2)
- Toujours plus de science pour tout le monde, Paris, Fayard, 2014  (ISBN 978-2-213-63381-7)

### En collaboration, entretiens
- Introduction à la géochimie, avec G. Michard, Paris, PUF, 1973
- Douze clés pour la géologie : entretiens avec Émile Noël, Paris, éditions Belin, 1987, 160 p. (ISBN 2-7011-1088-2)
- Toute vérité est bonne à dire, avec Laurent Joffrin, Paris, Robert Laffont, 2000
- Les Audaces de la vérité, entretiens avec Laurent Joffrin, Paris, Robert Laffont, 2001
- Le Défi du monde, avec Denis Jeambar, Paris, Fayard, 2006
- La Défaite en chantant, conversations avec Dominique de Montvalon, Paris, Plon, 2007
- Faut-il avoir peur du nucléaire ?, entretiens, Paris, Plon, 2011  (ISBN 2-259-21519-X) En réaction à la catastrophe de Fukushima.
- Sarko ou le complexe de Zorro, entretien avec Dominique de Montvalon, Paris, Plon, 2012  (ISBN 978-2-259-21451-3)

## Télévision
Claude Allègre a collaboré à l'élaboration de scénarios pour la télévision :
- 2002 : La Bataille d'Hernani de Jean-Daniel Verhaeghe (avec Jean-Claude Carrière)
- 2006 : Galilée ou l'Amour de Dieu de Jean-Daniel Verhaeghe (avec Jean-Claude Carrière), où il apparaît également dans le rôle bref de l'ambassadeur de Florence